# بيتر سوترمايستر
بيتر سوترمايستر هو واضع كلمات الأوبرا وكاتب ومحامي وسياسي سويسري، ولد في 28 مايو 1916 في فويرتالن في سويسرا، وتوفي في 3 يناير 2003 في Altavilla ‏ في سويسرا.